# 岡田考平
岡田 考平（おかだ こうへい、1972年9月5日 - ）は、東海テレビ放送の元アナウンサー。広島県広島市出身。中学時代からフジテレビアナウンサー（当時）の逸見政孝に憧れ、放送部で活躍。
広島城北中学校・高等学校、松山大学卒業後、1995年入社。血液型はO型。2008年7月にアナウンス部から異動するが、2010年7月に再びアナウンス部へ復帰。後に再びアナウンス部から再異動した。

## 過去の担当番組
- 東海テレニュース(不定期出演)
- ぴーかんテレビ(月曜日～金曜日:コーナー担当)
- あげテンッ3代目ナレーター